# ASD (album)
ASD è il quinto e ultimo album in studio del gruppo musicale statunitense A Skylit Drive, pubblicato il 9 ottobre 2015 dalla Tragic Hero Records.
È il primo album di inediti della band pubblicato senza il bassista Brian White e il batterista Cory La Quay, entrambi voce death nei precedenti album. Sono stati sostituiti, rispettivamente, da Michael Labelle e Brandon "Rage" Richter.

## Tracce
Testi di Michael "Jag" Jagmin e Nick Miller, musiche degli A Skylit Drive.
1. Bring Me a War – 3:42
2. Self/Less – 2:49
3. Falling Apart in a (Crow)ded Room – 3:47
4. Shock My Heart – 4:00
5. Risk It All – 3:14
6. Running in Circles – 3:41
7. Oblivion – 2:54
8. Symphony of Broken Dreams – 3:28
9. I'll Sleep When I'm Dead – 3:27
10. Find a Way – 3:57
11. The Son Is Not the Father – 3:51

## Formazione
- Michael "Jag" Jagmin – voce
- Nick Miller – chitarra solista
- Michael Labelle – chitarra ritmica, voce death
- Kyle Simmons – basso, tastiera, programmazione
- Brandon "Rage" Richter – batteria, percussioni

## Classifiche
| Classifica (2015)         | Posizione massima |
| ------------------------- | ----------------- |
| Stati Uniti               | 59                |
| Stati Uniti (independent) | 7                 |
| Stati Uniti (alternative) | 6                 |
| Stati Uniti (rock)        | 6                 |
| Stati Uniti (hard rock)   | 3                 |